# Pallanzeno
Pallanzeno – miejscowość i gmina we Włoszech, w regionie Piemont, w prowincji Cusio Ossola. Położona około 120 kilometrów na północny wschód od Turynu i około 25 kilometrów na północny zachód od Verbanii.
Według danych na rok 2004 gminę zamieszkiwało 1210 osób, 302,5 os./km².